# Écuelle
Écuelle is een gemeente in het Franse departement Haute-Saône (regio Bourgogne-Franche-Comté) en telt 84 inwoners (2011). De plaats maakt deel uit van het arrondissement Vesoul.

## Geografie
De oppervlakte van Écuelle bedraagt 5,5 km², de bevolkingsdichtheid is dus 15,3 inwoners per km².
De onderstaande kaart toont de ligging van Écuelle met de belangrijkste infrastructuur en aangrenzende gemeenten.

## Demografie
Onderstaande figuur toont het verloop van het inwonertal (bron: INSEE-tellingen).